# Kalanjevci
Kalanjevci (srbsky Калањевци) jsou vesnice v západní části Srbska, administrativně spadající pod opštinu Ljig v Kolubarském okruhu. Vesnice se nachází východně od města Ljig, v mírně zvlněné krajině. V roce 2011 zde žilo 611 obyvatel.
Z národnostního hlediska je obyvatelstvo v drtivé většině srbské národnosti. Vesnice se vyvinula z původních kolib, které využívali místní pastevci ovcí.